# Lodovico Melzi
Lodovico Melzi (Milano, 28 gennaio 1594 – Milano, 6 dicembre 1649) è stato un nobile italiano.

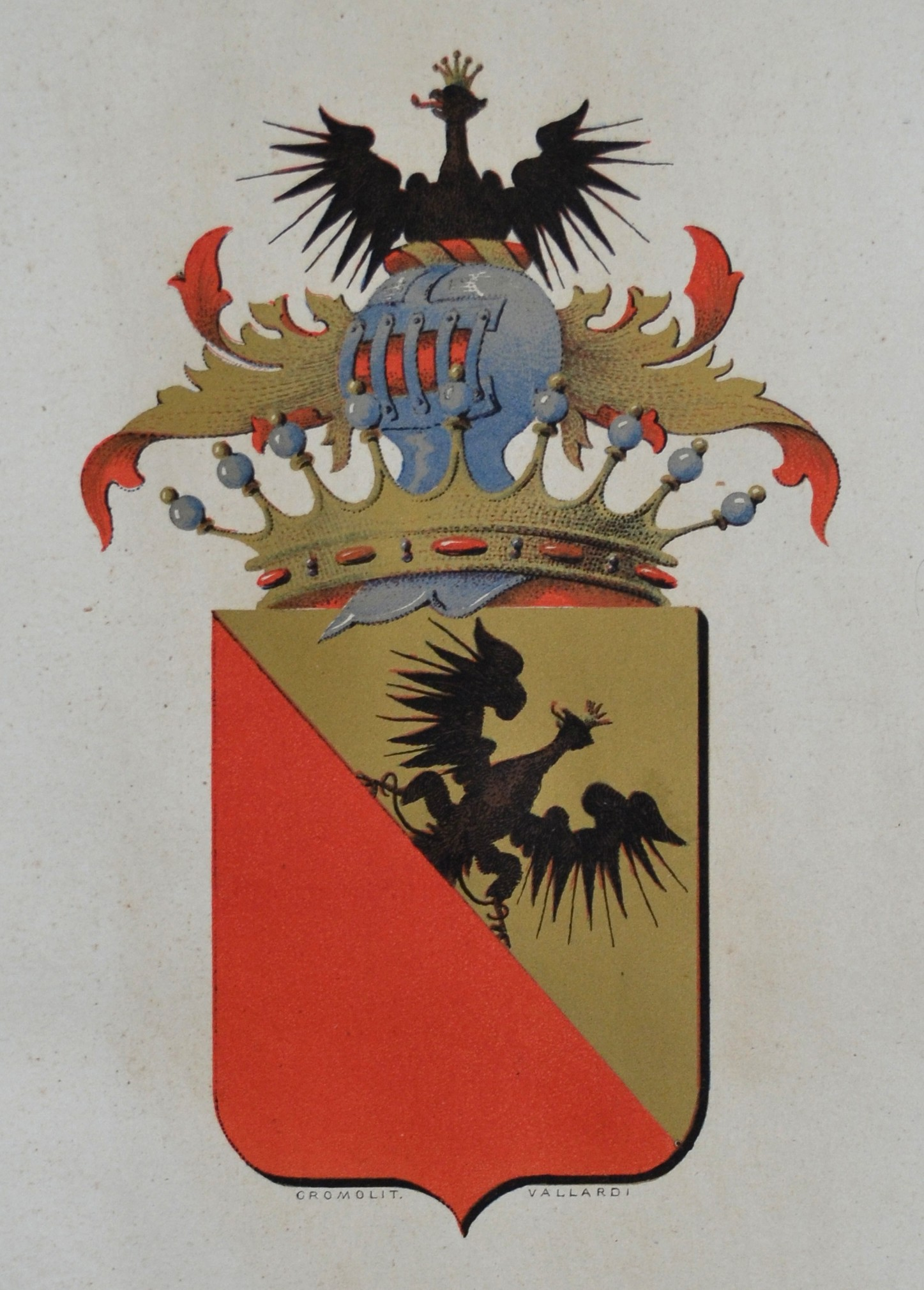
Stemma Melzi

È noto come il vicario di Provvisione dei Promessi Sposi, romanzo storico di Alessandro Manzoni.

## Biografia
Figlio del senatore Luigi Melzi e di Isabella Brivio, fu battezzato nella chiesa di Santa Maria Segreta.
Dopo aver conseguito la laurea in utroque iure presso l'Università di Pavia il 13 giugno 1617, entrava nel collegio dei nobili giureconsulti il 16 dicembre dello stesso anno, alla presenza del cardinale Ludovisi poi papa Gregorio XV.
Il 28 marzo 1618 venne iscritto dal governatore di Milano Pietro da Toledo fra i Sessanta Decurioni. Il 20 luglio ricevette patente dal vicario e dai Dodici di provvisione per visitare i laghi dello Stato e sorvegliare l'osservanza delle leggi sulla pesca.
Il 16 gennaio 1627 fu nominato luogotenente regio dal Governatore Gonzalo Fernández de Córdoba e Vicario di Provvisione per il successivo anno.
Il 12 febbraio 1629 riceve indennizzo per 300 scudi d'oro in risarcimento dei danni patiti durante il tumulto di San Martino del 1628. Il 7 aprile dello stesso anno è di nuovo Vicario generale. Alla morte di peste del fratello Francesco, nel 1630, gli succede come terzo conte di Magenta.
Conservatore del patrimonio nel 1632, il 10 marzo 1634 re Filippo IV lo nomina Vicario generale dello Stato.
L'8 gennaio 1649 il Governatore di Milano Luis de Benavides Carrillo, marchese di Caracena, gli rilascia la patente di Luogotenente Regio e Vicario di provvisione per l'anno seguente ma la morte che lo colse il 6 dicembre di quell'anno gli impedì di assumere per la seconda volta tale carica.
Sposò Anna Maria Caletti nel 1624 ed ebbe 17 figli.

## Tumulto di San Martino – Milano 11 novembre 1628
La relazione del Tribunale di provvisione per l'anno 1628 annotava: Sin dal principio di quell'anno… le longhe e istraordinarie piogge non solo erano state di notabile detrimento ai grani minuti, ma di più avevano allagato i campi con evidente pregiudizio del nuovo raccolto.
La politica sociale del Vicario Lodovico Melzi si concentrò nell'importo di grani dall'estero, nell'introdurre farina di riso per i poveri e nello stabilire convenzioni con i fornai e venditori di farine per calmierare i prezzi.
I problemi nacquero quando dopo la morte del duca di Mantova Vincenzo II Gonzaga (25 dicembre 1627) e il matrimonio della sua nipote Maria Gonzaga con il duca Carlo di Gonzaga-Nevers si aprì una guerra per la successione a quel ducato. In tale occasione il governatore don Gonzalo Fernández de Córdoba, che si trasferì stabilmente all'assedio di Casale Monferrato, chiamò Milano a sostenere, con grave impoverimento del ducato, il debito acceso con il banchiere genovese Balbi e le ingenti spese belliche, compreso l'apporto alimentare per le truppe.
Il 3 novembre il vicario con i Dodici di Provvisione individuano le cause della situazione che sfocerà nel tumulto: il Governo spagnolo non aveva concesso licenza ai fornai di fornirsi in Lomellina, il normale granaio di Milano, i Commercianti di guerra avevano comprato grani a prezzi più alti fin quasi alle porte di Milano, togliendo derrate alla cittadinanza, il raccolto era stato assai scarso e il Governatore non aveva concesso di regolare la quotazione del prezzo del pane in base al più elevato prezzo corrente del frumento non consentendo margini ai fornai, che minacciavano la chiusura.
Il governatore don Gonzalo nominò una Giunta che si riunì il 10 novembre e decretò un aumento delle quotazioni del pane. Il giorno successivo la folla insorse e distrusse il Prestino di Porta Orientale. In seguito si spostò al forno del Cordusio e presso Santa Maria Segreta alla casa del Vicario di Provvisione Melzi ritenuto responsabile della carestia e sostenitore dei fornai. Casa che venne presa d'assalto e danneggiata.
Il gran cancelliere Antonio Ferrer, che faceva le veci del governatore Gonzalo, si occupò di trasferire personalmente al sicuro il Melzi presso la guarnigione militare del Castello. Da cui il Melzi uscirà il mese seguente forse non prima dell'esecuzione capitale dei suscitatori del tumulto.
Il tumulto di San Martino è descritto nel romanzo I Promessi Sposi di Alessandro Manzoni nei capitoli XII e XIII. Nel testo manzoniano, senza citare il Melzi, la figura del Vicario di Provvisione è tratteggiata come quella di un funzionario pusillanime e vile.